# El Tiempo Casa Editorial
El Tiempo Casa Editorial (ETCE) ist eine Verlagsgruppe aus Kolumbien, deren Hauptprodukt die in Bogotá herausgegebene Tageszeitung El Tiempo ist. Sie wurde am 1. Februar 1956 von dem ehemaligen Präsidenten Kolumbiens Eduardo Santos gegründet.

## Geschichte
El Tiempo, das Flaggschiff der Verlagsgruppe, wurde am 30. Januar 1911 durch Alfonso Villegas Restrepo gegründet und 1913 an Eduardo Santos Montejo verkauft, der die Zeitung als Eigentümer und Geschäftsführer bis 1976 führte. Die Verlagseigentümer, die größtenteils zur Familie Santos gehörten, waren traditionell als liberal bekannt.
Am 6. September 1952 brannte der Hauptsitz des Verlags völlig ab. Die Zeitung wurde aber durch Hilfe der Zeitung El Liberal ohne Ausnahme weiter gedruckt. Erst 1978 zog die Redaktion auf die Avenida Eldorado um, wo die Zeitung bis heute aufgelegt wird.
Im Jahr 2000 wurde das Angebot der Verlagsgruppe um die Internetseite elempleo.com erweitert. 2003 wurde Miteigentümer Eduardo Santos Geschäftsführer. Der frühere Vizepräsident Kolumbiens, Francisco Santos Calderón, stammt ebenfalls aus der Herausgeberfamilie, genauso wie der derzeit amtierende Präsident Juan Manuel Santos.

## Weitere Verlagsprodukte
- adn (Tageszeitung)
- HOY, Portafolio (Wirtschaftszeitung)
- Círculo de Lectores (Kulturmagazin)
- 7 Días, Dmoda, Carrusel und Eskpe (Wochenzeitungen)
- CityTv (TV-Sender für Bogotá)